# إليزابيث فورسيث هيلي
إليزابيث فورسيث هيلي (بالإنجليزية: Elizabeth Forsythe Hailey)‏ (31 أغسطس 1938)؛ روائية أمريكية.

## روابط خارجية
- إليزابيث فورسيث هيلي على موقع IMDb (الإنجليزية)
- إليزابيث فورسيث هيلي على موقع قاعدة بيانات برودواي على الإنترنت (الإنجليزية)
- إليزابيث فورسيث هيلي على موقع قاعدة بيانات الفيلم (الإنجليزية)